# Charles Wallace Adair junior
Charles Wallace Adair, Jr. (* 26. Januar 1914 in Xenia, Ohio; † 22. Januar 2006 in Falls Church, Virginia) war ein US-amerikanischer Bankangestellter und Botschafter der Vereinigten Staaten in Panama und Uruguay.

## Leben
Adair war Angestellter der Chase Manhattan Bank und trat in den 1930er Jahren in den diplomatischen Dienst ein. Vor dem Zweiten Weltkrieg war Adair in Mexiko auf einem Diplomatenposten.
1943 war er als stellvertretender Konsul in Bombay. In Paris war er als Handelsattaché akkreditiert. Von September 1961 bis September 1963 war Adair Stellvertreter des Generalsekretärs der OECD in Paris. Anschließend wurde er auf einen diplomatischen Posten nach Buenos Aires versetzt. Am 6. Mai 1965 wurde er zum außerordentlichen Botschafter und Bevollmächtigten der US-Regierung in Panama berufen und am 13. Mai 1965 legte er bei der Regierung von Marco Aurelio Robles Méndez sein Akkreditierungsschreiben vor.
1966 warfen ihm Studenten in Panama aus Protest eine mit roter Farbe gefüllte Milchtüte auf den Rücken. Die US-Botschaft in Panama verließ Adair am 6. September 1969. Adair wurde am 15. September 1969 zum außerordentlichen Botschafter und Bevollmächtigten der Regierung von Richard Nixon in Uruguay berufen; er legte sein Akkreditierungsschreiben am 13. November 1969 bei der Regierung von Jorge Pacheco Areco vor. In seiner Amtszeit wurde die Colorado-Regierung von Daniel A. Mitrione in Sicherheitsfragen beraten. Adair verließ die Botschaft in Montevideo am 28. September 1972 und wurde pensioniert.
Er wohnte in Stuart, Florida, bis er 1996 nach Nord-Virginia umzog. Seine Frau, Caroline Marshall Adair, starb 1996.